# Sources du vent
Sources du vent est un recueil de poèmes de Pierre Reverdy, publié en 1929.

## Historique, contenu
Pierre Reverdy regroupe en 1929 les poèmes qu'il a publiés dans diverses revues, de 1919 à 1929. Il en élabore deux recueils : un recueil de poèmes en vers, Sources du vent, et un recueil de poèmes en prose, Flaques de verre.
Le recueil Sources du vent présente presque tous les thèmes de Reverdy. Il commence par le poème « Chemin tournant » dont le titre montre selon Gérard Bocholier un changement de cap par rapport à son œuvre antérieure, ce qui est confirmé par le titre d'un autre poème, « Marche sans direction », reflétant l'impression générale dégagée par ce recueil, marquant une rupture par rapport aux voyages maritimes, même s'il en reste quelques-uns.
Pour Robert Sabatier, cet « ample recueil » offre les différents paysages, réel et intérieur, du poète : « solitude, murmures, lueurs, errances, traves, voix lointaines, rêves, ville, et [le] Chemin tournant », qu'il cite particulièrement. Sabatier observe également que Reverdy s'y rapproche parfois du classicisme, avec alexandrins et rimes.
Sources du vent comporte notamment les poèmes « Chemin tournant », « Marche sans direction », « Jour éclatant », « Spectacle des yeux », qui figurent dans diverses anthologies poétiques.

## Éditions

### Édition originale
- Sources du vent, Maurice Sachs éditeur, 1929, avec un portrait de l'auteur par Picasso ; publié à 116 exemplaires.

### Autres éditions
- Sources du vent, Genève, éd. Trois Collines, 1944 ; rééd. Genève et Paris, éd. Trois Collines, 1946, avec illustrations de Roger Brielle, 124 p., deuxième volume de la collection « Le Point d'Or » dirigée par Paul Éluard.
- Publié dans le recueil global Main d'œuvre, Mercure de France, 1949.
- Sources du vent, précédé de La balle au bond, Gallimard, 1971.